# Marianne von Martínez
Marianne Martínez o Marianne von Martinez (Viena, 4 de maig de 1744 - Viena, 13 de desembre de 1812) va ser una compositora, cantant i intèrpret de teclat austríaca d'origen espanyol. Va ser autora de més de 200 obres musicals de gèneres i formes molt diverses, de les quals, actualment, se'n conserven unes 70.

## Biografia
Marianne von Martinez va néixer en un edifici de la Michaelerplatz l'any 1744 i va ser batejada amb el nom d'Anna Katherina, encara que posteriorment va optar per anomenar-se Marianna.
Per la banda paterna, el seu avi era un soldat d'origen espanyol que es va exiliar a Nàpols, després de la guerra de successió espanyola, ja que havia donat suport al pretendent austríac. A Nàpols, va néixer Nicolo Martínez, el pare de Marianna, cap a l'any 1689. Nicolo va créixer seguint els passos del seu pare, va iniciar una carrera militar, que el va portar a lluitar a Alemanya a principis de la dècada de 1720, a favor de Carles VI en les lluites per la successió dels Habsburg. Tot i que Nicolo es va unir a l’exèrcit, va tenir interessos més amplis, ja que mentre encara era a Nàpols, va formar una amistat perdurable amb Antonio Trapassi, un jove poeta en ascens, que aconseguiria fama sota el nom de “Metastasio”. Durant la seva estada a Alemanya, va conèixer a Maria Theresia Paradies, mare de Marianna, amb qui es va casar i va tenir almenys 10 fills abans de morir el 1775. Nicolo va abandonar la carrera militar per ocupar el càrrec de Mestre di Camera (com a mestre de cerimònies del nunci) a la Nunciatura de Viena, l'Ambaixada Papal a l'Imperi Austríac, i va conservar aquest càrrec durant la resta de la seva vida.
Marianne von Martinez, des de la seva infantesa, va ser influïda per grans personatges en la cultura del moment, començant per la formació que li va donar Pietro Metastasio, amic de la família el qual va ser cridat a Viena l'any 1739, a la Cort Imperial per ser un poeta laureat. Don Nicolo el va acollir al seu allotjament. Aleshores, la família s’havia establert a un pis de Michaelerhaus, un edifici senyorial ubicat a Kohlmarkt al costat de la Michaelerkirche, l'església parroquial de la cort. Metastasio va residir amb la família fins que va morir l'any 1782.
Des de la infància, Marianna va mostrar unes aptituds musicals que van induir a Metastasio a assumir la responsabilitat de la seva educació. En detectar els primers signes de talent musical, Metastasio va escollir a un jove que residia a l'àtic fred del mateix edifici, Franz Joseph Haydn, perquè li impartís lliçons a canvi de la generositat alimentària de la família.
Marianne també va començar a estudiar cant amb Nicola Porpora. A més, Porpora va demanar a Haydn, que en aquell moment el seu alumne, que l'acompanyés durant les lliçons. Per altra banda, va ser instruïda en composició per Giuseppe Bonno i Johann Adolf Hasse. Sota aquests grans noms, Marianne va destacar des de ben petita com a cantant i pianista, i als setze anys ja havia compost quatre misses simfòniques, sis motets i tres lletanies per a cor i orquestra.
Tot i això, no només va rebre lliçons de música sinó que va poder tenir, novament en part gràcies a l'interès de Metastasio, una bona educació general.

## Carrera musical
Tot i pertànyer a una classe social que li va permetre formar-se i desenvolupar-se com a intèrpret i compositora i comptar amb la protecció econòmica de Metastasio, mai va tenir un contracte remunerat a causa dels rols de gènere de l'època i la seva condició social, on no estava ben vist ni permès que una dona fos independent econòmicament ni ocupés cap càrrec oficial musical a l'església o a al cort imperial.
Marianne va estar activa com a música i compositora tota la vida.  Degut al seu talent precoç, va començar actuant per a la cort des de ben petita. Una vegada adulta va ser reclamada en varies ocasions per l'emperadriu Maria Teresa per anar a cantar o tocar. (María Teresa)
Marianne va tenir una vida relativament protegida, gràcies a la riquesa heretada i, sobretot, a l'assessorament de Metastasio, mai va sentir la necessitat de publicar. A principis de 1761, Pare Giovanni Battista Martini va escriure a Metastasio per oferir-li el primer volum de la seva propera història de la música. El poeta va donar el seu consentiment, però va aprofitar l'oportunitat per enviar alguns exemples de la música de Marianne.
Poc després, es va guanyar el respecte d'una altra figura important. El pioner dels estudiosos musicals, Martin Gerbert (1720-1793), qui va estar a Viena cap al 1762. Probablement va ser com a conseqüència d'una visita a Metastasio que va conèixer Marianne que el va impressionar favorablement.
Temps abans del 14 d'agost de 1769, Mattei li va suplicar a Metastasio que persuadís el seu amic Hasse perquè posés música en un dels seus salms italianitzats. Metastasio va respondre que Hasse no podria complir amb la petició, i va suggerir que la seva alumna Marianna podria prendre la tasca. Encara que Mattei sentia una certa reticència a confiar els seus poemes a una jove dama de la cort, que només tenia vint-i-quatre anys, no podia rebutjar el suggeriment del seu famós corresponsal. Així, durant la tardor, Marianna va treballar en el seu muntatge de la Pietà, pietà Signore de Mattei (Salm 50: Miserere).
A finals de 1772, Marianne es podia veure amb una nova llum. A més de l'èxit que la seva música havia aconseguit a Viena, les seves composicions principals havien guanyat elogis a Nàpols. Havia guanyat el suport de tres erudits distingits: del Pare Martini a Bolonya, de Martin Gerbert a la Selva Negra i del doctor anglès Charles Burney. Burney, que recopilava material per a la seu futur projecte, havia visitat Metastasio el setembre de 1772. Abans de partir, quedà impressionat per les habilitats de Marianna com a cantant, intèrpret i compositora. Des d'aquesta destacada posició, probablement amb l'encoratjament de Metastasio, Marianna aconseguí el màxim reconeixement musical que un compositor podria assolir sense actuar a la cort o a l'església.
El 19 d'abril de 1773, Marianne es va dirigir al Pare Martini sol·licitant l'admissió a l'Accademia Filharmonica de Bolonya. El 27 de maig del mateix any, un comitè de divuit membres va votar per unanimitat atorgar-li el títol com a membre honorària destinada a exercir-hi sobretot com a pianista. Marianne no només va ser la primera dona compositora tan honrada, sinó el primer nom femení inscrit als registres de l'Acadèmia en els 108 anys de la seva existència (des de 1666). Només cinc dones més obtindrien aquesta distinció a finals del segle XVIII. Les normes de l'acadèmia exigien als compositors recentment elegits el deure de crear una obra per a la festa de Sant Antoni de Pàdua, patró de l'Acadèmia. Marianna va abordar aquesta responsabilitat amb el qual pot ser considerat la seva obra mestra: el gran motet per a cor, solistes i orquestra, "Dixit Dominus".
Cap a finals de 1780, Marianna estava immersa en el muntatge de l'oratori "Isacco, figura del Redentore", el qual va ser estrenat el 17 de març de 1882 a la Tonkünstler-Societät. Aquest esdeveniment va incloure obres de J. Haydn, W. A. Mozart, L. Beethoven i G. F. Haendel, amb la participació dels solistes Caterina Cavalieri i Johann Ignaz Ludwig Fischer. Quatre mesos després, el 20 de març de 1782, Metastasio va tenir la satisfacció d'informar Farinelli, el famós castrat i estimat amic, de dues representacions de l'oratori, però aquesta també seria la darrera carta que li escriuria. Després de la mort de Metastasio el 1782, la família Martínez, com a hereva de la seva gran propietat, va poder mantenir una llar considerable que va permetre convertir-la en un centre cultural, on actuaven ella i els seus convidats, per on van passar moltes personalitats notables, com Haydn, Mozart i Michael Kelly, que la va sentir tocar una de les sonates a quatre mans de Mozart amb el compositor.
El 1796, en el seu domicili, va obrir una escola de cant d'alta qualitat per a professionals. Probablement, va ser la compositora més citada del seu temps, i va ser ella qui va prendre a gran escala les formes musicals de la seva època i les va portar més enllà del que en aquell moment s'entenia que havien de ser les activitats d'una dona.
Gran part de la seva obra són peces per a veu. Sembla que les componia per a ser interpretades per ella mateixa, ja que, encara que la seva carrera musical fos molt activa i causava gran admiració la seva habilitat interpretativa, mai va arribar a exercir oficialment com a intèrpret o compositora. Per tant, aquestes peces constituirien una evidència de la seva gran capacitat vocal, perquè contenen molts passatges de coloratura, salts de grans intervals i trins, cosa que indicaria que posseïa una excel·lent tècnica vocal.
L'11 de desembre de 1812, Antonia Giovana Teresa, germana de Marianna, va morir sobtadament als seixanta-sis anys d'edat. Malgrat ser gairebé tres anys més jove que Marianna, els registres de defunció reflecteixen un diagnòstic precipitat i genèric de "vellesa". Només dos dies més tard, el 13 del mateix mes, Marianna va morir a causa de la tuberculosi, segons els mateixos registres, i va ser enterrada al cementiri de Sant Marx. La reputació de Marianna es va esvair després de l'arribada de Beethoven. Això els va passar a molts músics dignes, però el nom de Marianna va ser soterrat sense el reconeixement que mereixia.

## Obra
Entre 1760 i 1786, Marianne va compondre gairebé 200 obres, però només se n'han conservat seixanta-cinc còpies manuscrites, que es troben en cinquanta fonts diferents, distribuïdes en catorze col·leccions des de Münster al nord fins a Nàpols al sud. Entre les composicions que han arribat fins avui s'han trobat obres tan diverses com quatre misses, sis motets, tres litanies, cinc grans motets, una miserere, dos oratoris, una col·lecció de 34 cantates de cambra, tres sonates per a teclat, tres concerts per a teclat i una simfonia.
Com Haydn i Mozart, Marianne va escriure música vocal sacra i profana, tant per a piano com per a orquestra. Tot i això, la seva producció orquestral és limitada, ja que les seves obres es solien interpretar en les seves pròpies velades musicals o "salons", els quals no podien acollir grups molt grans. Els salons van sorgir com a tertúlies literàries a principis del segle XVII, generalment organitzades per dones. Amb el temps, es van convertir en importants centres de música privada, on es van estrenar moltes obres significatives de compositors com Beethoven i Chopin, entre d'altres. No obstant, el lloc es considerava generalment un domini femení; el públic de saló era majoritàriament format per dones.
Entre els gèneres més seriosos i substancials de la música de saló hi ha la Sonata per a piano, Marianne va escriure trenta-un sonates, encara que la majoria s'han perdut i es conserven les sonates per a teclat en Mi major, en Sol major i en La major que poden adquirir a través de l'editorial Hildegard. La sonata en La major, composta l'any 1765, il·lustra amb habilitat les primeres fases del que es convertiria en l'estructura més utilitzada en la música clàssica i romàntica; la forma Sonata-allegro. L'editorial alemanya Furore-Verlag, especialitzada en obres realitzades per compositores, ha publicat també algunes de les seves composicions, incloent el Concert per a teclat en La major, Dominus Dixit (per a solistes, cor i orquestra), In exitu Israel, també per a solistes, cor i orquestra), el Psalm 112 (per a cor i orquestra) o la seva quarta missa per a cor.

### Estil
L'estil musical de Marianne destaca per la complexitat de les melodies i acompanyaments; desborden de varietat rítmica i ornamentació, en l'estil altament decoratiu associat al període preclàssic o rococó. Les melodies tendeixen a agrupar-se en frases curtes, en contrast amb el fil més continu de la melodia barroca: la part de la mà esquerra varia des d'un acompanyament d'acords gairebé continu fins a una parella igual amb el virtuosisme melòdic i rítmic de la mà dreta.